# Marienkapelle (Streiflach)

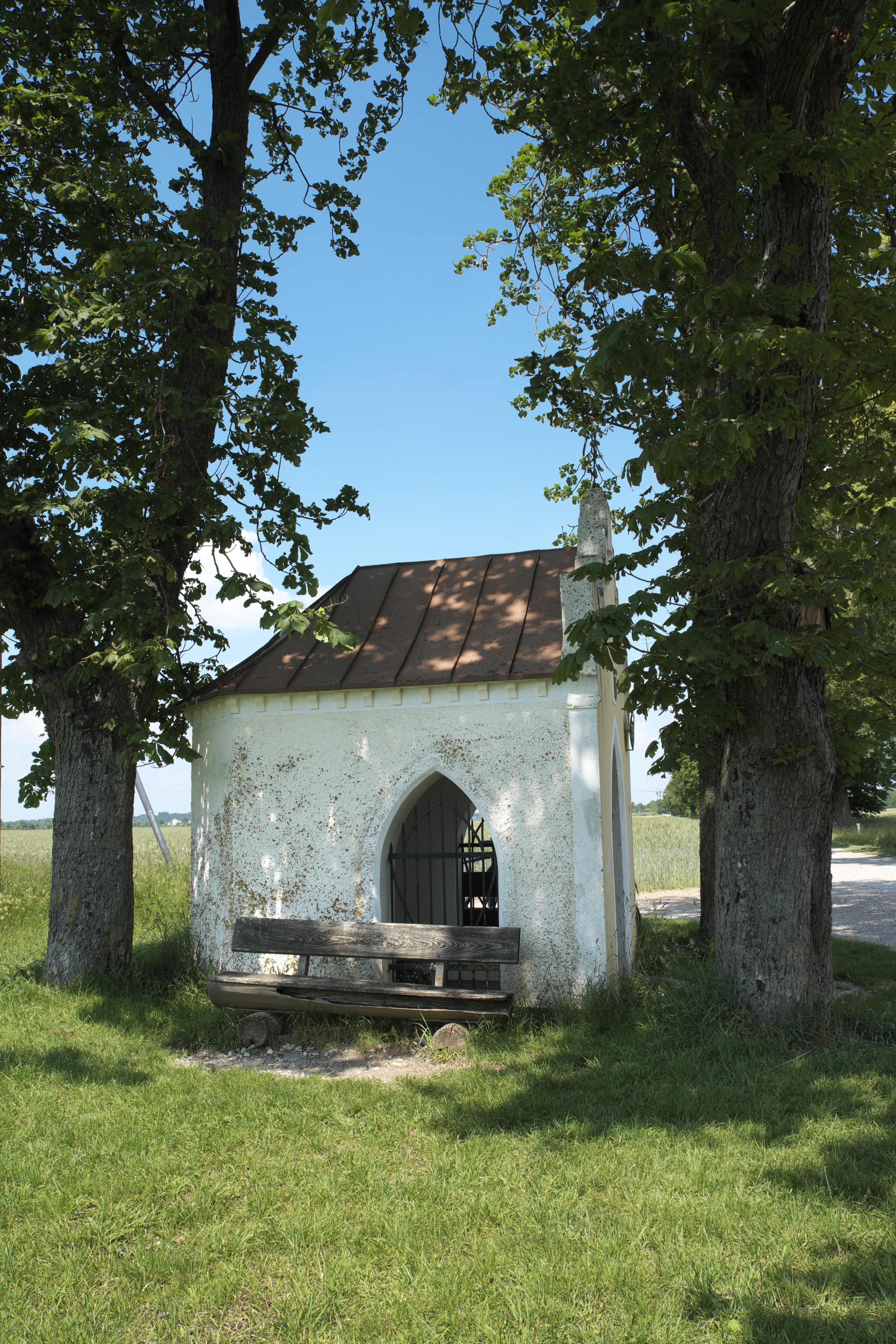
Marienkapelle in Streiflach

Die Marienkapelle in Streiflach, einem Ortsteil der  Gemeinde Germering im oberbayerischen Landkreis Fürstenfeldbruck am westlichen Stadtrand von München, wurde 1837 errichtet. Die Kapelle an der Zufahrtsstraße zum Gut Streiflach ist ein geschütztes Baudenkmal.
Die neugotische Wegkapelle mit Treppengiebel wurde 2004/05 vom Förderverein für Heimatpflege renoviert.